# Törpe pusztaiszajkó
A törpe pusztaiszajkó (Pseudopodoces humilis) a verébalakúak (Passeriformes) rendjébe, ezen belül a cinegefélék (Paridae) családjába tartozó, 19-20 centiméter hosszú madárfaj. Először a varjúfélék (Corvidae) családjába, ezen belül, ahogy a magyar neve is mutatja, a pusztaiszajkók (Podoces) közé sorolták be. Genetikai vizsgálatokkal 2003-ban sikerült tisztázni rendszertani helyét. A Pseudopodoces nem egyedüli faja.
Tibet lakója, elterjedési területe még Bhután, Nepál, India és Kína, ahol az alpesi száraz, füves és bokros területeket kedveli. Ritkán kerül a tengerszint feletti 3.000 méteres magasság alá, általában télen, amikor a hideg miatt elhagyja magashegyi otthonát. Nehézkesen repül, inkább futva vagy ugrálva menekül. A földön keresi táplálékát, elsősorban rovarokat. A földfalba ássa vízszintes odúját, közel két méter mélységben, s abba helyezi el fészkét. 4-6 tojást költ, április és július között.